# Pierre de Bar

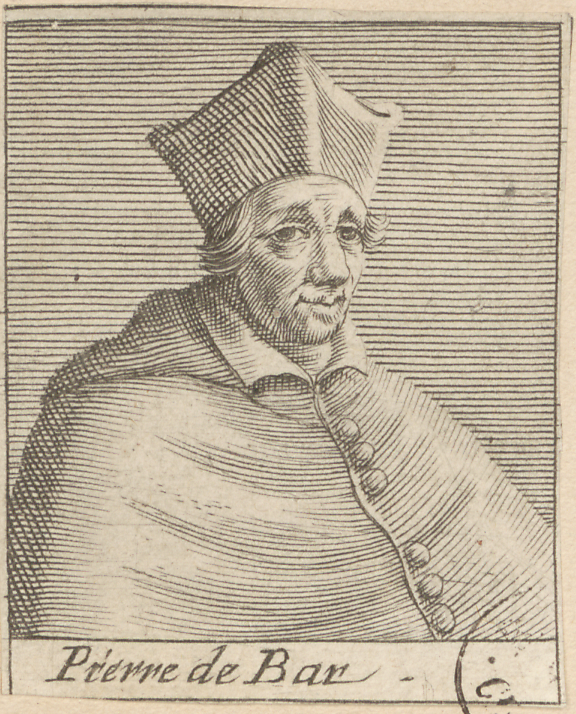

Pierre de Bar (auch Pietro da Bar Sur-Aube, Pedro de Barro und Pietro di Barro; † 11. Januar 1253 in Perugia) war ein französischer Kardinal.

## Leben
Er stammte aus einer Adelsfamilie aus Bar-sur-Aube im nördlichen Burgund. Er wurde zum Priester geweiht und Dekan der Kirche St. Maclou in Bar-sur-Aube. Sein Theologiestudium schloss er, vermutlich in Paris, mit dem Magister ab.
Er wird auch als scholastischer Philosoph bezeichnet und wirkte um 1230 an der Universität von Paris. Einige Quellen geben an, dass er dem Zisterzienserorden beitrat, neuere Forschungen gehen jedoch davon aus, dass er Weltpriester war. Von 1232 bis zu seiner Ernennung zum Kardinal war er Kanzler der Diözese Noyon.
Pierre wurde am 28. Mai 1244 von Papst Innozenz IV. zum Kardinal ernannt. Er erhielt die Titelkirche San Marcello. Zwischen dem 27. September 1244 und dem 12. Juni 1252 unterzeichnete er päpstliche Bullen. Als Kardinal nahm Pierre 1245 am Konzil von Lyon teil und fungierte als päpstlicher Legat in Spanien. Er fungierte mehrfach als Auditor der päpstlichen Kurie. Administrator des suburbikarischen Bischofssitzes von Palestrina in den Jahren 1249 oder 1250. Seine Wahl zum Bischof von Noyon im Jahr 1250 wurde von Innozenz IV. nicht bestätigt. Kurz vor seinem Tod im Jahr 1252 wurde Pierre zum Kardinalbischof von Sabina ernannt.
In der Basilika San Francesco d’Assisi befindet sich ein Porträt von ihm mit Maria Magdalena von Giotto.